# Valériane officinale
Valeriana officinalis
Espèce
Classification phylogénétique
La Valériane officinale ou Valériane des collines ou Valériane à petites feuilles (Valeriana officinalis L.), connue aussi sous les appellations vernaculaires d’Herbe-au(x)-chat(s), d’Herbe de Saint-Georges, ou d’Herbe à la meurtrie est une plante herbacée vivace de la famille des Caprifoliacées (anciennement des Valérianacées).
En Occident ses racines sont traditionnellement utilisées pour leurs effets sédatif et anxiolytique,,,,. Elles permettraient de favoriser le sommeil et d'atténuer l'anxiété et sont donc considérées comme une alternative naturelle aux somnifères et aux anxiolytiques synthétiques. Les conclusions des études portant sur l'efficacité des racines de valériane sont toutefois contradictoires. En France, sa vente dans un but médical est réservée aux pharmaciens.

## Description

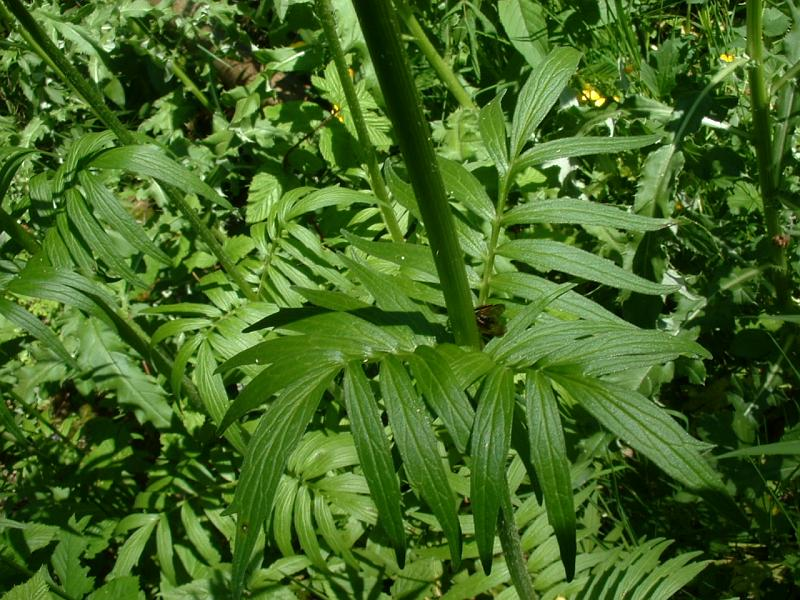
Feuilles caulinaires.

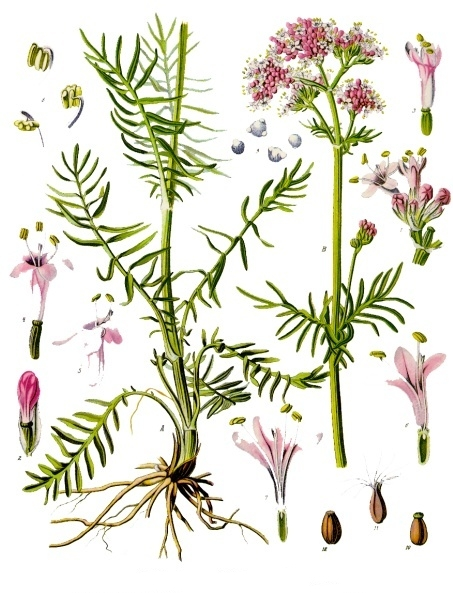

La valériane est une plante herbacée vivace.
Elle forme un rhizome vertical gris-jaune, d'où partent de longues racines épaisses.
La tige, de 40 centimètres à 2 mètres, est cylindrique, creuse, cannelée, pubescente aux nœuds, ramifiée au sommet.
Les feuilles caulinaires, opposées, portées par un long pétiole, sont profondément divisées en un nombre impair, variable selon la sous-espèce, de folioles. Elles sont longues de 15 à 35 cm, composées de pennes aigus et dentés.
Les fleurs, irrégulières, sont petites et de couleur blanc rosé. Elles sont visibles de mai à août, entomophiles, mellifères, groupées en corymbes à l'extrémité de la tige.
Le fruit est un akène ovale, surmonté d'une aigrette plumeuse.

## Habitats

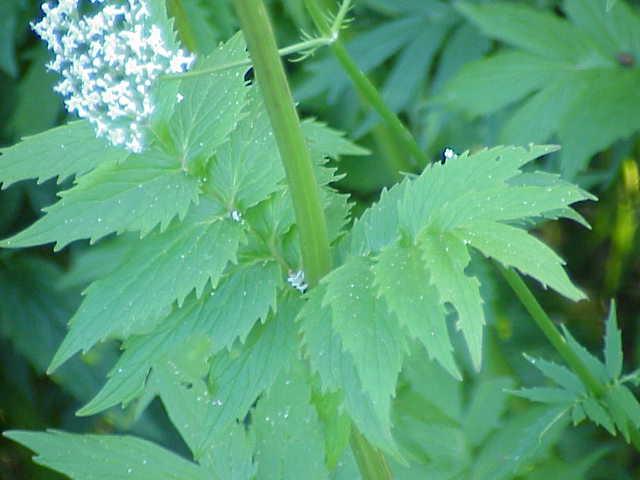
Aspect général.

Prairies et bois humides, fossés, bords des eaux courantes.
Sols mouillés, riches en humus.
Assez commune en Europe et en Asie, sauf dans la région méditerranéenne.

## Composition chimique
Les principaux constituants isolés de la racine sont les suivants :
- acides sesquiterpéniques : on considère aujourd'hui que les composants les plus importants de la valériane sont des sesquiterpènes non volatils, acides : acide valérénique, acide acétoxy-valérénique, etc. Pour entrer dans la composition de médicaments à base de plantes, la racine de valériane et ses préparations doivent contenir une quantité minimale de ces acides sesquiterpéniques, teneur fixée par la Pharmacopée européenne (par exemple, 0,10 % pour la racine coupée) ;
- valépotriates : on désigne sous ce terme des esters de l'acide isovalérique et d'un trialcool de structure monoterpénique. Ces composés sont très instables et sont généralement absents des préparations à usage pharmaceutique. C'est l'acide isovalérique libéré par l'hydrolyse des valépotriates qui est responsable de l'odeur désagréable des organes souterrains de cette plante ;
- huile essentielle : cette fraction volatile de la racine renferme des monoterpènes (acétate de bornyle, camphène)) et de nombreux sesquiterpènes (valérénal, valéranone, esters, etc.). Sa composition est très variable (facteurs génétiques et environnementaux) ;
- lignanes, flavonoïdes, acide gamma-aminobutyrique, etc. : la composition des extraits de valériane dépend étroitement du mode de préparation, en particulier de la teneur en alcool du mélange hydro-alcoolique utilisé pour l'extraction. Les teintures contiennent des valépotriates (mais ils se dégradent vite), alors que les extraits aqueux ou hydro-alcooliques de titre alcoolique faible renferment de l'acide valérénique (il est donc souvent difficile de confronter les données de la pharmacologie dans le cas de cette espèce...).

## Production: culture et récolte
Très commune en Europe tempérée et en Asie du nord, la valériane préfère les sols frais, presque humides, perméables, profonds. Sa multiplication peut s'effectuer par semis des graines au printemps, ou par division des souches à l'automne. Après la récolte, les racines, éventuellement divisées, sont séchées à basse température (< 40 °C) pour éviter les pertes en acide valérénique, puis conservées en emballage fermé, au sec et à l'abri de la lumière.
Les besoins en valériane sont essentiellement couverts par la culture de la plante. Actuellement[Quand ?], 1200 tonnes de racines sèches sont produites en Europe, sur environ 400 hectares. Les deux tiers des 50 à 80 hectares cultivés en France sont situés en Anjou (variété Valia). La teneur en acides sesquiterpéniques de la valériane améliorée par l'ITEIPMAI a été augmentée de 28 % depuis le début des années 1990.

## Utilisations

### Historique

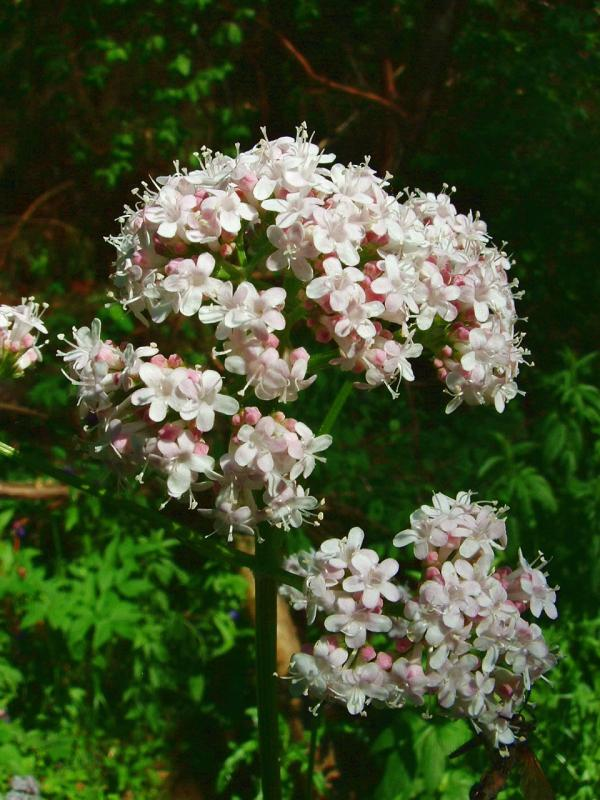
Inflorescence.

Hippocrate, Dioscoride et d'autres auteurs anciens recommandaient la valériane dans diverses indications. Le recensement des usages de la plante qui n'a cessé d'être utilisée au cours des siècles est difficile tant on lui a attribué de « vertus » : un survol rapide des ouvrages de matière médicale et de thérapeutique — ou de botanique médicale — publiés pour le seul XIXe siècle, montre que les médecins lui attribuaient des propriétés variées, souvent contradictoires — un véritable « guérit-tout », une herbe de tous les maux. Il semble malgré tout que ses indications majeures aient été l'épilepsie, la chorée de Sydenham, l'hystérie, l'insomnie, etc. Cela étant, il semble que les doutes sur son réel intérêt ne sont pas le seul fait des praticiens contemporains adeptes de la médecine fondée sur les faits : en 1889, la question était déjà posée : « Son utilité réelle répond-elle à la fréquence de son emploi ? Nous croyons pour notre compte qu'elle est entièrement superflue. »

Autrefois Valeriana officinalis était également considérée comme un puissant philtre d'amour.
La valériane a été très consommée au cours des deux guerres mondiales, pour traiter les différents traumatismes nerveux subis par les combattants.
Jadis, Valeriana officinalis était considérée comme une plante magique associée à la magie blanche. Autrefois puissant philtre d'amour, l'herbe aux chats est désormais surtout employée dans les tisanes soporifiques.

### Propriétés médicinales
La « racine de valériane » est inscrite à la pharmacopée européenne. Il s'agit des organes souterrains, c'est-à-dire du rhizome, des racines et des stolons de l'espèce prise dans son sens large. La même Pharmacopée décrit les spécifications de l'extrait hydro-alcoolique, de l'extrait aqueux sec et de la teinture de valériane.
Pharmacologie. La racine de valériane a des propriétés sédatives favorisant le sommeil et atténuant l'anxiété. Une majorité d'auteurs attribue actuellement cette activité aux acides sesquiterpéniques : divers travaux montrent l'affinité, in vitro, des extraits de valériane pour les récepteurs au GABA.
Données chez l'animal :
Les données recueillies chez l'animal montrent une activité sédative, anxiolytique, potentialisatrice des barbituriques. La signification clinique de ces données est discutée et une synergie de différents constituants est aussi postulée. La biodisponibilité des constituants des extraits n'est pas connue.
Données chez l'humain :
De nombreux essais cliniques versus placebo ont été réalisés avec des monopréparations de valériane. Une méta-analyse de 6 essais a, en 2006, montré que la valériane améliore de façon statistiquement significative la perception de la qualité du sommeil par les patients, mais cette conclusion, affaiblie par les carences méthodologiques, est contredite par une analyse critique publiée en 2007. L'action, quand elle est observée, n'est pas obtenue avec une prise unique, mais par un traitement d'environ deux semaines. Elle n'apparaît pas différente de celle de benzodiazépines administrées à faible dose (essais comparatifs, mais sans bras placebo), mais n'a pas d'effet secondaire ni d'accoutumance à l'inverse des benzodiazépines. Cette étude est confirmée avec une méta-analyse, démontrant les effets de la valériane officinale sous galénique SIPF 
Une étude de 2002 portant sur des enfants déficients intellectuels a montré une amélioration significative de la qualité et de la durée du sommeil des individus traités par valériane comparés à des individus utilisant un placebo. Les essais les plus récemment publiés alimentent la controverse : l'un montre un effet favorable, l'autre non.
Effets indésirables. La toxicité chez l'animal est négligeable et il n'a pas été rapporté d'effet indésirable notoire chez l'humain (l'imputabilité de quelques cas d'hépatite est douteuse, la valériane ayant été associée à d'autres plantes médicinales). Le caractère mutagène et cytotoxique des valépotriates est bien établi. L'instabilité des valépotriates conduit à leur absence de la plupart des préparations. Toutefois leurs produits de dégradation conservent une cytotoxicité résiduelle : il existe donc, en théorie, un risque résiduel au niveau digestif. Les valépotriates étant absents des extraits aqueux et hydro-alcooliques de titre faible, certains estiment logique de leur accorder la préférence. (A priori, les valépotriates sont présents dans la poudre de plante). Il n'a pas été signalé d'interaction médicamenteuse avec la valériane et ses préparations.
Au moins deux cas d'hyponatrémie sévères causés par la consommation de cette plante ont été rapportés,.

### Indications thérapeutiques
En France, la seule indication qui peut être officiellement revendiquée pour un médicament à base de plantes contenant de la valériane est « traditionnellement indiqué dans le traitement symptomatique des états neurotoniques des adultes et des enfants, notamment en cas de troubles mineurs du sommeil. » Le Comité chargé par l'Agence européenne des médicaments d'élaborer des monographies communautaires distingue, lui, les extraits obtenus par des mélanges contenant de 40 à 70 % d'alcool — d'usage « bien établi » —, et l'extrait sec aqueux et autres préparations — d'usage « traditionnel ». Les deux types d'extraits sont utilisés, chez l'adulte et l'adolescent de plus de 12 ans, en cas de nervosité ou de troubles du sommeil. L'usage de la valériane n'est pas recommandé en cas de grossesse ou d'allaitement.
La valériane est fréquemment employée en association avec d'autres espèces végétales réputées sédatives : aubépine, passiflore, mélisse, etc.

### Alimentation
Les feuilles de la valériane peuvent être consommées en salade.

### Jardinage
Les feuilles sont utilisées pour faire du purin. En pulvérisation, elle pourrait tonifier les végétaux.
Les fleurs entrent dans la composition de la préparation 507 utilisée par les agriculteurs biodynamistes.
La valériane a la réputation d'attirer les vers de terre, ce qui améliore le sol[réf. nécessaire].

## Dénominations
Alors que les linguistes voient dans le nom de cette plante un dérivé du verbe latin valere (être fort), le nom de valériane viendrait « du latin médiéval valeriana, d'après le nom Valeria province romaine de Pannonie (...) où cette plante était très répandue. »
Son appellation d'« herbe aux chats » est due à l'attirance de ces animaux pour son odeur : alors qu'elle semble agir comme un calmant sur l'homme, son influence est inverse sur les chats. En fait, elle provoquerait un état proche de l'euphorie éthylique ou cannabique chez ces félins.